# Lessay
Lessay – miejscowość i gmina we Francji, w regionie Normandia, w departamencie Manche. W 2013 roku populacja gminy wynosiła 2047 mieszkańców. 
1 stycznia 2016 roku połączono dwie wcześniejsze gminy: Lessay oraz Angoville-sur-Ay. Siedzibą gminy została miejscowość Lessay, a nowa gmina przyjęła jej nazwę. 

## Współpraca
- Ennigerloh, Niemcy
- Săbăoani, Rumunia